# Lineus subcingulatus
Lineus subcingulatus är en djurart som tillhör fylumet slemmaskar, och som beskrevs av Tadahiro Takakura 1898. Lineus subcingulatus ingår i släktet Lineus och familjen Lineidae. Inga underarter finns listade i Catalogue of Life.